# توماس جيفرسون وود
توماس جيفرسون وود (بالإنجليزية: Thomas Jefferson Wood)‏ هو محامي وسياسي أمريكي، ولد في 30 سبتمبر 1844 في مقاطعة أثينز في الولايات المتحدة، وتوفي في 13 أكتوبر 1908 في كراون بوينت في الولايات المتحدة. حزبياً، نشط في الحزب الديمقراطي. وقد انتخب عضو مجلس ولاية إنديانا وانتخب عضو مجلس النواب الأمريكي.